# 오가와 지헤

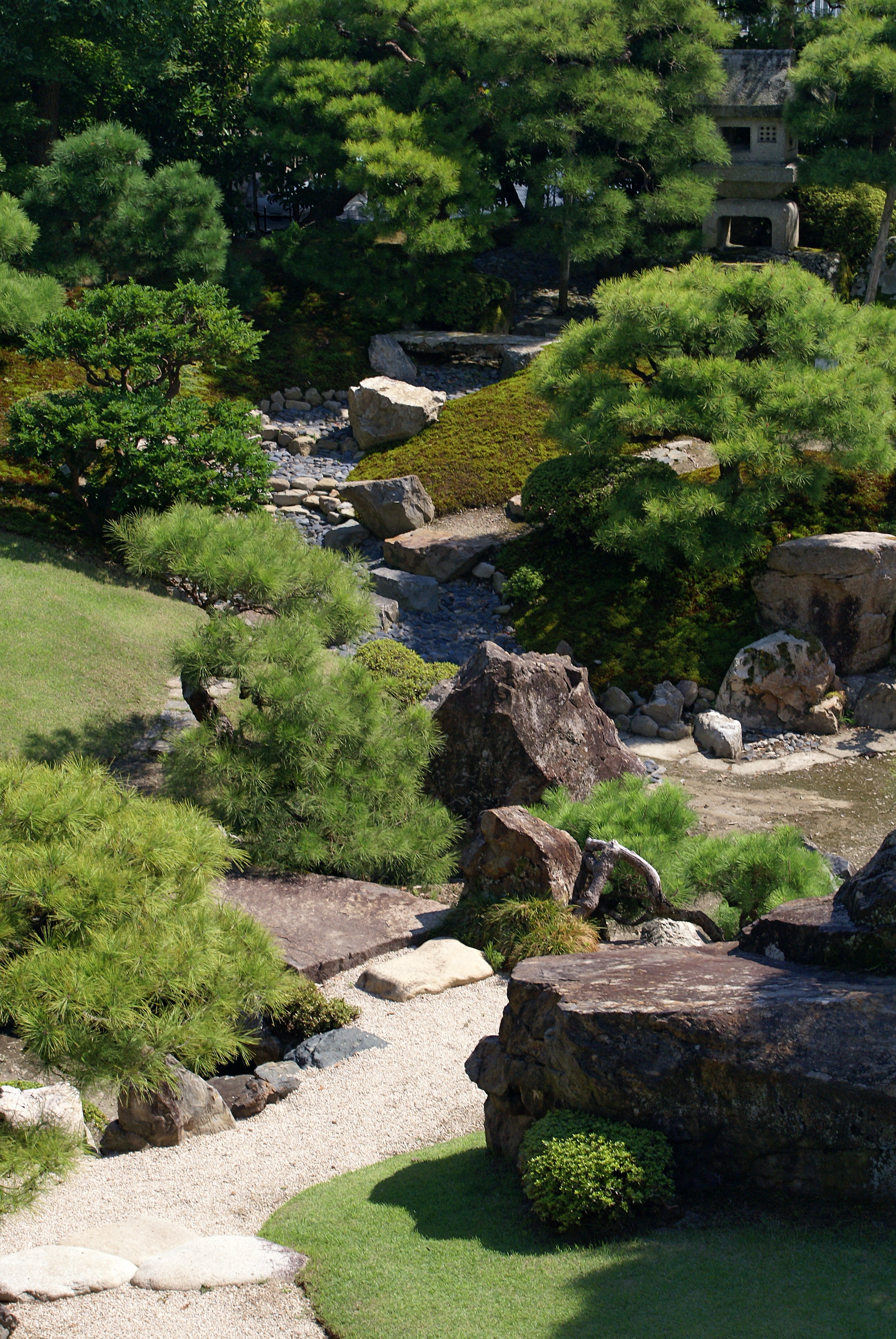
게이운칸 정원

오가와 지헤(일본어: 小川治兵衛, 1860년 음력 4월 5일 ~ 1933년 12월 2일)는 근대 일본 정원(日本庭園)의 선구자이다. 통칭은 우에지(植治). 성명인 오가와 지헤는 7대째 내려오는 이름이다.

## 같이 보기
- 야마가타 아리토모
- 다케다 고이치
- 이와키 센타로